# 1511 en science
| Années de la science : 1508 - 1509 - 1510 - 1511 - 1512 - 1513 - 1514    |
| Décennies de la science : 1480 - 1490 - 1500 - 1510 - 1520 - 1530 - 1540 |

Cet article présente les faits marquants de l'année 1511 en science.

## Événements
- Le planisphère de Sylvanus utilise une projection similaire à la projection de Bonne[1].

## Publications
- Charles de Bovelles, Géométrie en françoys, 1511, impr. Henri Estienne, Paris[2].

## Naissances

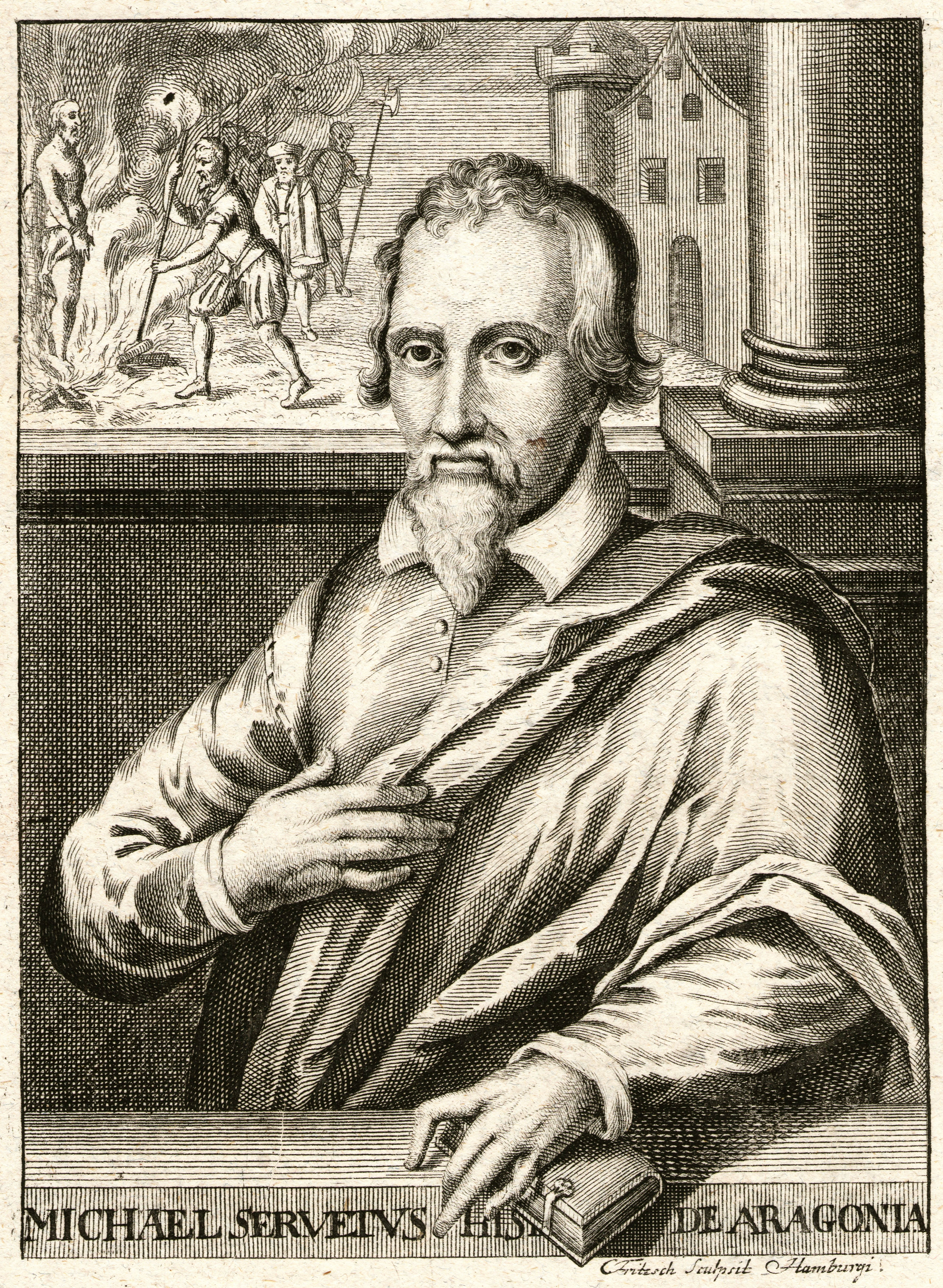
Michel Servet

- 1er juillet : Hadrianus Junius (mort en 1575), médecin, humaniste et poète hollandais.
- 29 septembre : Michel Servet (mort en 1553), théologien et médecin d'origine espagnole.
- 22 octobre : Erasmus Reinhold (mort en 1553), astronome et mathématicien allemand.

## Décès
- 9 janvier : Démétrios Chalcondyle (né en 1423), humaniste byzantin.